# Kingston (Tasmanien)
Kingston ist sowohl der Name einer Vorstadt als auch einer Region bei Hobart auf der Insel Tasmanien in Australien. Die Stadt liegt 15 Kilometer südlich von Hobart in hügeligem Gelände am Channel Highway. Kingston ist auch der Verwaltungssitz des größeren Kingborough Council. Die Stadt liegt entlang des Browns River, der in den Derwent River am Kingston Beach fließt.
Es handelt sich um die am schnellsten wachsende Region Tasmaniens.

## Geschichte
Bevor die europäischen Kolonisatoren in dieses Gebiet kamen, lebten etwa 300 Aborigines um den Derwent River und ernährten sich u. a. von den Fischen im Fluss. Sie nannten den Fluss „Promenalinah“.
1804 besuchte der Botaniker Robert Brown dieses Gebiet. Der Browns River, der vom Mount Wellington bis an den Kingston Beach fließt, ist nach ihm benannt. Die Besiedlung erfolgte in 1808 durch Thomas Lucas mit seiner Familie, die von der Norfolkinsel kamen, und schnell entwickelte sich das Land durch weitere zahlreiche Siedler, die sich über das heutige Gebiet von Kingston ausbreiteten. In den frühen Jahren wurde das Gebiet nach Brown benannt, aber als die Bevölkerung anwuchs und das Gewerbegebiet der Stadt etablierte, wurde Kingston im Jahre 1851 zur Stadt erklärt. Da sich in der jüngsten Vergangenheit die Stadt wirtschaftlich entwickelt hat, arbeiten dort die meisten Einwohner.
Um den Ort befinden sich bemerkenswerte Landschaften für die Freizeit, die durch kurze Anfahrten erreichbar sind. Die Kingstonregion enthält die Blackmans Bay und den Kingston Beach.

## Gegenwart
In Kingston befindet sich eine holländische Gemeinschaft, die in der Nachkriegszeit dorthin immigrierte. Sie gründete dort das sogenannte „Little Groningen“ (Firthside). Kingborough ist die Partnerstadt von Grootegast in den Niederlanden.
Das angesiedelte Gewerbe befasst sich mit der Fischwirtschaft, Bootsbau, Plastikartikelherstellung, Ingenieurwesen, Schwertransporten, Buskonstruktion und weiteren kleinerem Gewerbe wie Mühlenbau, Bergbau und Bauwesen. Kingston beherbergt das Hauptquartier der Australian Antarctic Division und das Vodafone Call Centre.
Kingston hat sechs Schulen, einen großen Sportkomplex und Golfplatz, zwei große Einkaufszentren, das Kingston Town Shopping Centre und das Channel Court Shopping Centre sowie seit 2008 ein neues Einkaufszentrum, das Kingston Plaza.